# بنگشا
بنگشا (به لاتین: Pangsha) یک منطقهٔ مسکونی در بنگلادش است که در استان داکا واقع شده‌است. بنگشا ۴۱۴٫۲۴ کیلومتر مربع مساحت و ۳۱۶٬۷۵۲ نفر جمعیت دارد.